# Kaple Nejsvětějšího Srdce Ježíšova (Kamýk)
Kaple Nejsvětějšího Srdce Ježíšova (Nejsvětějšího Srdce Páně) v Kamýku je drobná sakrální stavba stojící na návsi obce. Duchovní správou spadá pod Římskokatolickou farnost – děkanství u Všech svatých Litoměřice. Kaple je chráněna jako kulturní památka.

## Architektura
Jedná se o drobnou zděnou budovu stojící na podélném půdorysu. Má sedlovou střechu krytou taškami, trojúhelné štíty a v hřebeni osmibokou plechovou zvoničku, která je krytá cibulovou bání. Fasády jsou s bosovanými lizénami přerůstajícími v lemování štítů. Strany otevřeny půlkruhovými okny se šambránami, stejně pojednán vstup do kaple. Uvnitř má kaple plochý strop.